# Elmar Kaljot
Elmar Gustav Kaljot (Tallinn, 15 november 1901 – New York, 8 januari 1969) was een voetballer uit Estland die speelde als verdediger gedurende zijn carrière. Hij kwam uit voor JK Kalev Tallinn en Tallinna JK, en was ook actief als voetbaltrainer. Kaljot overleed op 67-jarige leeftijd in New York.

## Interlandcarrière
Kaljot speelde in totaal 25 interlands (drie doelpunten) voor de nationale ploeg van Estland in de periode 1923–1929. Hij nam met zijn vaderland deel aan de Olympische Spelen in Parijs, en speelde daar in de voorronde tegen de Verenigde Staten. Estland verloor dat duel met 1-0 door een treffer van Andy Straden, waardoor de ploeg onder leiding van de Hongaarse bondscoach Ferenc Kónya naar huis kon.

## Erelijst
JK Kalev Tallinn
- Landskampioen

1923
 Tallinna JK
- Landskampioen

1926, 1928